# Beautiful Liar (EP)
Beautiful Liar — дебютный мини-альбом южнокорейской подгруппы VIXX LR. EP был выпущен 17 августа 2015 года под лейблом Jellyfish Entertainment.

## Предыстория
7 августа 2015 года компания Jellyfish Entertainment выпустило видео-трейлер на официальном сайте VIXX с таинственным отсчетом с силуэтом последнего специального альбома VIXX Boys 'Record. Со временем члены VIXX исчезли, пока не остались Лео и Рави, что заставило фанатов предположить, что это предвещает ещё одно возвращение для всех шести участников. Затем был показан видео-трейлер VIXX LR. После серии видео-тизеров VIXX LR, Jellyfish Entertainment подтвердило догадки поклонников, что дуэт станет первым официальным подразделением VIXX, в состав которого вошли рэпер Рави и вокалист Лео. После выпуска музыкального видео на официальном канале YouTube VIXX, EP был официально выпущен 17 августа 2015 года.

## Композиция
EP состоит из пяти треков и одного инструментального, все из которых написаны и составлены либо Рави, либо Лео как композиторский дуэт VIXX. Заглавная песня в альбоме «Beautiful Liar» была написана Рави, Ким Дже Хёном и Раймером. Композитором песни также является Рави, MELODESIGN, над аранжировкой работали ASSBRASS и Чо Ён Хо. Лео и Рави предоставили вокал для этого трека, как и к «Remember», который был полностью написан Рави и скомпозирован Kiggen. Третий трек «Words to Say» (кор.: 할 말); соло Лео было полностью написано им собственноручно, а аранжировка лежала на MELODESIGN. Четвёртый трек «Ghost»; соло Рави было написано самим, организачией занимались как Рави, так и Чо Ён Хо. Пятый трек «My Light» был написан Лео и Рави, организаторами которого, являлись Лео с MELODESIGN, аранжировкой же занимались все участники VIXX, исполнявшие вокальные партии трека, а также MELODESIGN.

## Музыкальное видео
В довольно символичном и эмоциональном клипе «Beautiful Liar» присутствует рассказ о человеке; Лео и девушка прекращают свои отношения, по пути Лео получает свадебное приглашение от своей бывшей подруги. Главный герой показан двумя разными личностями, одна из которых, отражает правду, а другая противоположную сторону, ложь. Лео — это живое проявление Лжи, который желает, чтобы девушка навсегда ушла, желание забыть его. Рави же является правдой, которая пытается удержать её любой ценой, нужда в ней, желание остаться с возлюбленной. На протяжении всего музыкального видео истина (Рави) и ложь (Лео) находятся в противоречии друг с другом с их противоположными эмоциями. В конце концов, Лео выигрывает истину и остается один, признав, что он трусливый лжец.

## Промоушен
VIXX LR начал свою рекламную деятельность с их первого шоукейса для Beautiful Liar в Yes24 Muv Hall в Сеул в Mapo-gu 17 августа 2015 года. Затем дуэт начал продвигать и выступать с 18 августа на различных музыкальных программах, включая SBS MTV The Show, KBS’s Music Bank, Show MBC! Music Core, Inkigayo SBS, Mnet’s, M! Countdown, а также MBC Music. 1 сентября VIXX LR провели свой первый музыкальный концерт с момента своего дебюта на шоу SBS MTV The Show с 9,464 голосами, что делает их вторыми по счету за все время, за их родительской группой VIXX с «Error». 4 сентября 2015 года VIXX LR завершили трехнедельный рекламный цикл для Beautiful Liar на Music Bank в KBS2 с прощальным представлением на сцене. В январе 2016 года было объявлено о том, что VIXX LR проведет свой первый тур по Японии для Beautiful Liar.

### Showcase Tour
| Дата            | Место проведения                  | Местоположение | Страна      |
| --------------- | --------------------------------- | -------------- | ----------- |
| 17 августа 2015 | Yes24 Muv Hall                    | Мапогу, Сеул   | Южная Корея |
| 6 января 2016   | Nagoya Diamond Hall               | Нагоя          | Япония      |
| 10 января 2016  | Toyosu PIT                        | Токио          | Япония      |
| 15 января 2016  | Osaka Business Park circular hall | Осака          | Япония      |

## Список композиций
※ Track in Bold — это рекламный трек в альбоме. Кредиты адаптируются с официальной домашней страницы группы.
| №                        | Название                                   | Лирика                    | Музыка                   | Аранжировка              | Продолжительность |
| ------------------------ | ------------------------------------------ | ------------------------- | ------------------------ | ------------------------ | ----------------- |
| 1.                       | «Beautiful Liar»                           | Рави, Ким Хи Джан, Rhymer | Рави, MELODESIGN         | ASSBRASS, Cho Yong-ho    | 3:54              |
| 2.                       | «Remember»                                 | Рави                      | Рави                     | Kiggen                   | 3:25              |
| 3.                       | «Words to Say» (할 말; Hal mal) (Leo Solo) | Лео                       | Лео                      | MELODESIGN               | 3:39              |
| 4.                       | «Ghost» ()                                 | Рави                      | Рави                     | Cho Yong-ho, Рави        | 3:17              |
| 5.                       | «My Light» (Song by VIXX)                  | Лео, Рави                 | Лео, MELODESIGN          | MELODESIGN               | 3:11              |
| 6.                       | «Beautiful Liar» (Inst.)                   |                           |                          |                          | 3:54              |
| Общая продолжительность: | Общая продолжительность:                   | Общая продолжительность:  | Общая продолжительность: | Общая продолжительность: | 22:00             |

## Чарт представления
| Чарт                                    | Позиции в чартах | Продажи        |
| --------------------------------------- | ---------------- | -------------- |
| South Korea (Gaon Weekly albums chart)  | 2                | - KOR: 138,267 |
| South Korea (Gaon Weekly singles chart) | 21               | - KOR: 138,267 |
| US World (Weekly world albums chart)    | 2                | - KOR: 138,267 |

## Награды и номинации

### Награды
| Год  | Награда                 | Категория                   | Реципиент        | Результат    |
| ---- | ----------------------- | --------------------------- | ---------------- | ------------ |
| 2015 | Mnet Asian Music Awards | Best Collaboration and Unit | «Beautiful Liar» | Номинированы |
| 2015 | Mnet Asian Music Awards | Song of the Year            | «Beautiful Liar» | Номинированы |
| 2015 | KMC Radio Awards        | Best Sub-unit/Collaboration | «Beautiful Liar» | Выиграли     |
| 2015 | KMC Radio Awards        | Song of the Year            | «Beautiful Liar» | Номинированы |

### Music program awards
| Песня            | Музыкальное шоу | Дата            |
| ---------------- | --------------- | --------------- |
| «Beautiful Liar» | The Show        | 1 сентября 2015 |

## История выпуска
| Регион      | Дата            | Формат                  | Лейбл                                    |
| ----------- | --------------- | ----------------------- | ---------------------------------------- |
| Южная Корея | 17 августа 2015 | - CD - Digital download | - Jellyfish Entertainment - CJ E&M Music |
| Всемирно    | 17 августа 2015 | Digital download        | Jellyfish Entertainment                  |